# Lipinki (gmina)
Pour les articles homonymes, voir Lipinki.
Lipinki est une gmina rurale du powiat de Gorlice, Petite-Pologne, dans le sud de la Pologne. Son siège est le village de Lipinki, qui se situe environ 11 km à l'est de Gorlice et 107 km au sud-est de la capitale régionale Cracovie.
La gmina couvre une superficie de 66,16 km2 pour une population de 6 807 habitants.

## Géographie
La gmina inclut les villages de Bednarka, Bednarskie, Kryg, Lipinki, Pogorzyna, Rozdziele et Wójtowa.
La gmina borde les gminy de Biecz, Dębowiec, Gorlice, Jasło, Sękowa et Skołyszyn.